# Abgar II.
Abgar II. (Abgar II. Ariamnes bar Abgar) war von etwa 68 bis 53 v. Chr. König von Osrhoene mit der Hauptstadt Edessa, dem heutigen Şanlıurfa. Er könnte identisch mit dem von der Chronik von Edessa genannten Abgar I. Piqā (der Stumme) sein; dann wäre seine Regierungszeit auf etwa 75 bis 49 v. Chr. anzusetzen.

## Leben
Seit den von Pompeius im Orient getroffenen Regelungen war Abgar als Herrscher von Edessa anerkannt und mit Rom verbündet. In den römischen Quellen erscheint er 53 v. Chr. als Verräter an den Römern, indem er angeblich durch seine verstellte Freundschaft hauptsächlich die Niederlage von Marcus Licinius Crassus in der Schlacht bei Carrhae verschuldet habe. Crassus verfolgte im Rahmen seines Partherkriegs den Plan, entlang des Euphrat gegen Seleukeia und Ktesiphon im Partherreich zu marschieren. Abgar suchte ihn auf, täuschte Romfreundlichkeit vor und nannte Pompeius seinen Euergetes (Wohltäter). Angeblich riet er Crassus zu einem Angriff auf die Streitkräfte des parthischen Feldherrn Surenas, der fern von König Orodes II. sei, sich schwach fühle und ins Reichsinnere zurückziehen wolle, um von dort Verstärkungen zu holen. Durch seine listigen Vorspiegelungen habe er Crassus vom Euphrat weg in jene unfruchtbaren Ebenen zu locken gewusst, in denen noch später römische Heere ihren Untergang fanden.
Im Verlauf des weiteren Vormarschs entfernte sich Abgar gemäß der Erzählung von Plutarch von der römischen Armee, unter dem Vorwand, dass er beim Feind Verwirrung stiften wolle. Nach Cassius Dio fiel er gerade im Augenblick der gefährlichsten Kampfhandlungen bei Carrhae mit seinen bis dahin mit dem römischen Heer scheinbar verbündeten Truppen ab und griff die Römer hinterrücks an, die nun an keine Rettung mehr denken konnten.
Falls Abgar mit dem von der Chronik von Edessa erwähnten Abgar I. Piqā identisch ist, regierte er vielleicht nach dem Tod des Crassus noch einige Jahre bis etwa 49 v. Chr. unter parthischer Oberhoheit.